# Бурхи-Гандак
Бу́рхи-Га́ндак (англ. Burhi Gandak; в верховьях также — Сикрана, англ. Sikrchana) — река в восточной части Индии, течёт в штате Бихар, по территории округов: Западный Чампаран, Восточный Чампаран, Музаффарпур, Самастипур и Кхагария. Левый приток нижнего течения Ганга.
Длина реки составляет 579 км. Площадь водосборного бассейна — 12 180 км², из которых 1810 км² приходится на территорию Непала.
Начинается на высоте около 300 м над уровнем моря со склонов западной оконечности хребта Сомешвар (Махабхарат, система Гималаев) у индийско-непальской границы в округе Западный Чампаран на северо-западной окраине штата. Далее течение реки идёт в извилистом разветвленном русле по широкой долине Гангской низменности, впадая в Ганг восточнее города Мунгер.
Половодье приходится на период летних муссонных дождей. Наиболее полноводным притоком Бурхи-Гандака является река Багхмати.
Вода реки используется для орошения.